# Le Déjeuner des loups

Le Déjeuner des loups est un album de littérature jeunesse écrit et illustré par Geoffroy de Pennart, publié en 1998 aux éditions Kaléidoscope. 

## Personnages
- Le cochon Maurice
- Le loup Lucas
- La famille de Lucas

## Thèmes
L'amitié, les loups, les cochons.
L'album met en scène « une famille de loups aristocrates » et Maurice qui « n'est pas un cochon ordinaire » car il est excellent cuisinier, musicien et mécanicien. Il fait partie de récits qui permet « de se situer du côté de la bonté […] où la violence interspécifique est bannie et même définitivement exorcisée ».
L'album montre un « parcours de l'amitié » qui va du rapport de force et de la défense de soi à la sympathie et à « l'amitié contre la norme ».